# Liste der Naturschutzgebiete im Landkreis Roth
Im Landkreis Roth gibt es zehn Naturschutzgebiete. Das älteste Naturschutzgebiet im Kreis ist das 1936 eingerichtete Naturschutzgebiet Schwarzach-Durchbruch.
| Name                                           | Bild | Kennung                   | Einzelheiten | Position | Fläche Hektar | Datum |
| ---------------------------------------------- | ---- | ------------------------- | --- | -------- | ------------- | ----- |
| Bach und Schluchtwald bei Untermässing         |      | NSG-00447.01 WDPA: 162312 | Untermässing Quellaustritte mit Kalktuffbildungen | ⊙        | 12,2          | 1987  |
| Kuhbachtal bei Hausen                          |      | NSG-00502.01 WDPA: 164278 | Röckenhofen Typischer Landschaftsausschnitt des Albtraufs | ⊙        | 48,8          | 1995  |
| Nordwestufer der Rothsee-Hauptsperre           |      | NSG-00541.01 WDPA: 318868 | Roth Verlandungsbereich mit Flachwasserzonen und mehreren Inseln | ⊙        | 47,24         | 1998  |
| Sägmühle                                       |      | NSG-00580.01 WDPA: 319037 | Absberg, Enderndorf, Kalbensteinberg Flachwasserzone und angrenzende Freiwasserbereiche. Landkreis Weißenburg-Gunzenhausen = 19,44 ha Landkreis Roth = 12,92 ha                                                                                      | ⊙        | 32,35         | 2000  |
| Schwarzach-Durchbruch                          |      | NSG-00300.01 WDPA: 165487 | Schwarzenbruck Räthsandsteinschlucht mit Brandungshöhlen, Reichtum an Moosen, Erlen – Auwälder und an den Hängen Mischwälder Buchen-, Kiefern- und Fichtenbesatz. Flächenaufteilung: Landkreis Nürnberger Land = 25,04ha Landkreis Roth = 13,23      | ⊙        | 38,27         | 1936  |
| Stauwurzel des Rothsees                        |      | NSG-00404.01 WDPA: 165657 | Allersberg Auwälder, Freiwasserbereich, unzugängliche Inseln und Verlandungsbereich | ⊙        | 45,19         | 1992  |
| Thalachwiesen                                  | BW   | NSG-00426.01 WDPA: 165872 | Thalmässing Naturnaher Bachlauf und aufgelassene, gepflegte Flächen | ⊙        | 12,64         | 1992  |
| Vogelfreistätte Kauerlacher Weiher             |      | NSG-00276.01 WDPA: 166073 | Karm Naturnahes Stillgewässer | ⊙        | 40,69         | 1986  |
| Vogelfreistätte Schwarzachwiesen bei Freystadt | BW   | NSG-00331.01 WDPA: 166077 | Ebenried, Freystadt Großer Wiesenkomplex mit teilweise extensiv genutzten Wiesen, der einen wichtigen Lebensraum für störungsempfindliche, wiesenbrütende Vogelarten bietet. Landkreis Neumarkt in der Oberpfalz: 20,83 ha, Landkreis Roth: 21,41 ha | ⊙        | 42,24         | 1988  |
| Baggerweiher zwischen Bechhofen und Gauchsdorf |      | NSG-00757.01              | Abenberg, Büchenbach Aufgelassenen Sandabbaustellen. Lebensräume einer artenreichen Tier- und Pflanzenwelt. | ⊙        | 35,54         | 2017  |
| Legende für Naturschutzgebiet                  |      |                           | |          |               |       |